# Korana (volk)
De Korana (ook wel Koranna of Kora) waren een Khoikhoivolk in Zuid-Afrika dat aan de oever van de Oranjerivier leefde.

## Geschiedenis
De Korana zouden eeuwen geleden door Bantoevolken van het Grote Merengebied naar de oever van de Oranjerivier verdreven zijn. Zij bestonden uit verschillende stammen, waaronder de Springbokke, Towenaars en Regshande. Met de komst van de Griekwa in de 19e eeuw vestigden de Korana zich in de nederzettingen Griekwastad en Campbell, waar ze na verloop van tijd assimileerden met de andere kleurlingen.